# Половинщина

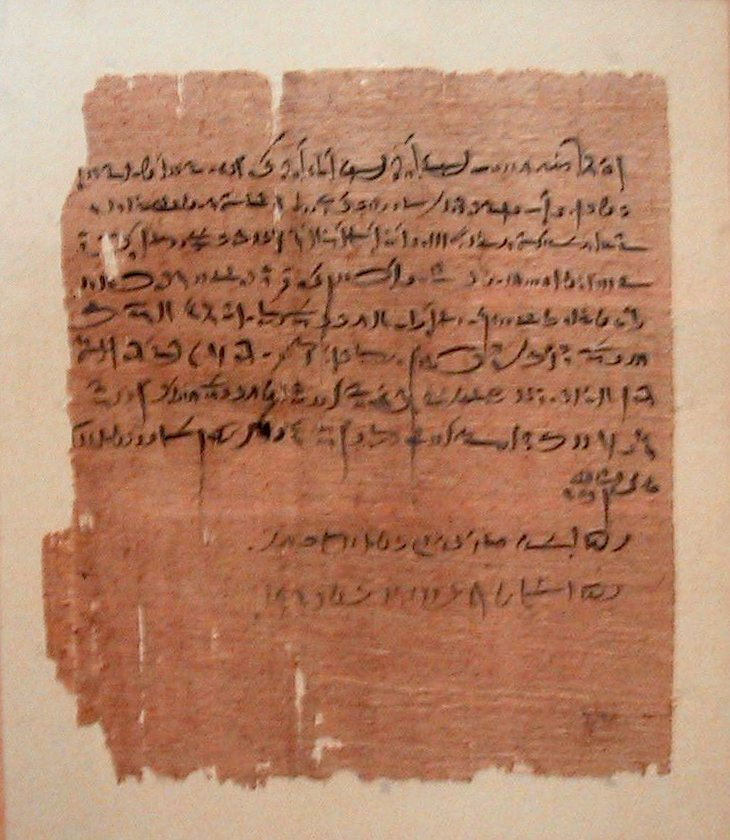
Договір половинщини на папірусі, 35 рік правління Яхмоса II (533 рік до н. е., демотичне письмо)

Полови́нщина, спі́льщина, навспі́льщина — у землекористуванні форма оренди, при якій орендар винаймає землю не за гроші, а за половину отриманого продукту, яка виплачується натурою. Являє собою окремий випадок скіпщини. До плати натурою могли додаватися відробітки.
Селян, що орендували землю на засадах половинщини, називали половинщиками, спільниками або половниками.

## Поширення
У період панування натурального господарства половинщина була значно поширена по всій Європі. На початок XX ст. її практикували переважно в Середній Франції, на півдні Європи, по всій Російській імперії, Передній Азії та Японії. У XVIII ст. вона була звичайною формою користування землею у Франції: за свідченням Артура Янґа, перед початком Французької революції лише 1/6 — 1/7 земель оброблювали фермери, решта була зайнята половинщиками.
Половинщина траплялася там, де натуральне господарство ще не цілком було витіснене грошовим, де сільськогосподарські капітали рільницької маси були слабко розвинуті, де довгостроковий обов'язок виплачувати оренду плату грошима був ризикованим. Тому половинщина сполучувалася частіше за все з порічним наймом землі або взагалі з короткостроковою орендою (у Російській імперії та Італії — зазвичай 1 рік, у Франції 2 роки).